# Березіль (палац культури)
Палац Культури «Березіль» імені Леся Курбаса — найбільший палац культури в Тернополі.

## Історія
Відкритий 6 листопада 1977 року під назвою «Октябрь», з нагоди чого в ньому була показана концертна програма. У лютому 1978 відбувся перший великий концерт митців Тернопільської області на власній новій сцені.
В січні 1990 року, з ініціативи М. Ониськіва та Г. Яворського, за підтримку Національної Ради України назву «Октябрь», рішенням міської ради зміненоно на ПК «Березіль» ім. Леся Курбаса.

## Наш час
Нині тут працюють дванадцять аматорських колективів, у тому числі п'ять народних (ансамбль танцю «Червона калина», хор «Заграва», жіночий хор «Дзвони пам'яті», ансамбль народної музики, вокальна студія «Шанс») і два зразкових (дитячий танцювальний ансамбль «Сонечко», дитячий театр).
Керують ними відомі музиканти та хореографи З. Бирда. В. Вереней, І. Козловський, М. Шамлі, та інші.
На головній сцені міста виступають майстри мистецтв і творчі колективи області, України і зарубіжжя.